# Josie Davis
Josie Rebacca Davis (Los Angeles (Californië), 16 januari 1973), is een Amerikaanse actrice.

## Biografie
Davis is al haar hele leven actief in het acteren, op 3-jarige leeftijd begon ze al met tv-commercials. In 1990 had ze haar eerste rol op tv in de televisieserie Free Spirit. Hierna speelde ze nog meerdere rollen in televisieseries en films, zoals Charles in Charge (1987-1990), Beverly Hills, 90210 (1998-2000), Titans (2000-2001) en CSI: NY (2009). 
Davis brengt haar vrije tijd het meest door met fotograferen en ze is betrokken bij veel goede doelen, speciaal met vrijwilligerswerk met dieren. 
Davis is een aantal keren genomineerd geweest voor de Young Artist Awards met haar acteer werk:
- 1989 categorie: Beste Jonge Actrice in een Familieserie – televisieserie Charles in Charge (1984) – gewonnen
- 1990 categorie: Beste Jonge Actrice in een Familieserie – televisieserie Charles in Charge (1984) – genomineerd
- 1991 categorie: Beste Jonge Actrice in een Familieserie – televisieserie Charles in Charge (1984) – genomineerd

## Filmografie

### Films
Uitgezonderd korte films.
- 2022 Black Balsam - als Ellen Roth
- 2019 The Secret Lives of Cheerleaders - als ms. Sinclair
- 2017 Locked In - als Anne Marie
- 2017 Secrets of My Stepdaughter - als Cindy Kent
- 2016 Backstabbed - als Paulette Bolton
- 2015 Hit & Run - als Heather Williams
- 2014 Mantervention - als TSA supervisor
- 2013 Notes from Dad - als April Sutton
- 2013 Dirty Teacher - als Molly Matson
- 2012 Stealing Roses - als Sally
- 2011 Past Obsessions - als Shane Walsh
- 2011 The Perfect Student – als Tara
- 2010 Seduced by Lies – als Laura Colton
- 2010 The Cursed – als mevr. Jimmy Muldoon
- 2010 The Ascent – als Emily
- 2008 The Perfect Assistant – als Rachel Partson
- 2007 Chasing Tchaikovsky – als Josette
- 2007 In the Land of Merry Misfits – als Gwendlyn
- 2007 The Trouble with Romance – als Karen
- 2007 Caroline Moon – als Faith Lavelie
- 2006 Kalamazoo? – als Carol Cavanaugh
- 2006 McBride: Requiem – als Ava Fletcher
- 2006 Be My Baby – als Linda
- 2005 Blind Injustice – als Susan Tyrell
- 2004 In the Game – als Brandee
- 2003 Lotto – als Stacey
- 2003 The Partners – als vrouw van Eddie
- 2002 Sonny – als Gretchen
- 2002 L.A. Law: The Movie – als Chloe Alexander
- 2002 Psychic Murders – als Serafina Dalton
- 2001 Slammed – als Shane Masters

### Televisieseries
Uitgezonderd eenmalige gastrollen.
- 2012 Hollywood Heights - als Daphne Miller - 11 afl.
- 2009 CSI: NY – als Calliope Eckhart – 3 afl.
- 2000 Titans – als Laurie Williams – 13 afl.
- 2000 Beverly Hills, 90210 – als Camille Desmond – 10 afl.
- 1996 – 1997 The Young and the Restless – als Grace Turner – ? afl.
- 1992 - 1994 Silk Stalkings – als Alex en Luanna – 2 afl.
- 1987 – 1990 Charles in Charge – als Sarah Powell – 104 afl.

- Bibliothèque nationale de France: cb17147899x (data)
- International Standard Name Identifier: 0000 0004 6415 9643